# حملة تونس
حملة تونس أو معركة تونس هي مجموعة معارك وقعت في تونس أثناء الحرب العالمية الثانية من ضمنها معركة القصرين من 17 نوفمبر 1942م إلى 13 مايو 1943م بين قوات المحور (ألمانيا النازية وإيطاليا الفاشية) وقوات الحلفاء (الولايات المتحدة الأمريكية وبريطانيا العظمى وفرنسا ونيوزيلندا). وبنهايتها كانت نهاية وجود قوات المحور في شمال أفريقيا.بدأت الحملة العسكرية بنجاح عسكري لقوات المحور إلا انه سرعان ما تحول إلى هزائم متتالية بسبب التفوق العسكري الواضح لقوات الحلفاء على مستوى المعدات والمؤونة وأكثر من 230 ألف جندي من قوات المحور قد تم أخذهم كسجناء حرب إضافة إلى الغالبية العظمى من قوات فيلق الصحراء

## خلفية
السنتان الأول من الحرب في شمال افريقيا تميزتا بالنقص الواضح في المؤونة إضضافة إلى مشاكل التنقل والتحرك العسكري نظرا للظروف المناخية والطبيعية هناك، كما لم تحتوي سواحل شمال افريقيا على الكثير من الموانئ. فمثلا كانت القاعدة البحرية البريطانية في الإسكندرية شمال مصر التي كانت تحتوي على ميناء مجهز تبعد تقريبا 2,100 كيلومتر بالطريق من الميناء الرئيسي بطرابلس الخاضع للسيطرة الايطالية، كما كانت السيطرة على البحر المتوسط منقسمة بين البحرية الايطالية والبحرية البريطانية اللتان كانت كل واحدة منها تتزود بالتموين من الإسكندرية بالنسبة للبريطانيين ومن ميناء طرابلس وبشكل أقل في مينائي طبرق وبنغازي بالنسبة للإيطاليين. رغم ان البريطانيين كان في إمكانهم الحصول على المؤونة عبر البحر الأحمر نظرا لسيطرتهم على مصر. وكذلك عبر المحيط الأطلسي مرورا برأس الرجاء الصالح.
النقص المزمن للمؤن جعل تحقيق انتصارات نهائية وساحقة من قبل الطرفين امرا مستحيلا في السنوات الأولى للحرب في منطقة شمال افريقيا،
قام الجيش العاشر الإيطالي بإطلاق غزو شامل في أتجاه مصر البريطانية. وتمكن من التوغل 97 كيلومترا في عمق الأراضي المصرية. وقامت القوة الصحراوية الغربية بالقتال لصد الهجوم والحد من سرعته في ظل انسحابها نحو مرسى مطروح، وقد تم تدمير الجيش العاشر الإيطالي أثناء عملية البوصلة العسكرية واحتلال مدينة العقيلة. ومع قدوم القوات الألمانية أي فيلق الصحراء. أطلق المحور عملية زهرة الشمس وهي عملية تهدف لتعزيز القوات الإيطالية وصد الهجمات البريطانية في ليبيا، إلا أن العملية فشلت في إعادة احتلال طبرق وتوقف الهجوم المضاد على الحدود المصرية-الليبية في أفريل 1941 بعد أن وصلت المؤونة لمستويات لا يمكن عبرها مواصلة الهجمات.
في نوفمبر 1941 . بعد أن استعاد الجيش الثامن البريطاني عافيته وقام باعادة تجهيز نفسه بالعتاد والجنود مستفيدا من قصر المسافة اللازمة للتموين بين الإسكندرية وخط الجبهة العسكرية قام بإطلاق عملية كروسيدر وقام بفك الحصار عن طبرق الليبية ووصل إلى مشارف مدينة العقيلة، ولكن هذا الجيش تم دفعه من قبل قوات المحور إلى الغزالة غرب طبرق وفي مرحلة ثانية تم اجبار الجيش الثامن على التراجع نحو العلمين التي تبعد 160 كيلومتر فقط عن الإسكندرية.
سنة 1942 , احتد القتال بين البحرية البريطانية ونظيرتها الإيطالية من اجل السيطرة على مياه المتوسط. إلا ان البريطانيين حافظوا على وجودهم في جزيرة مالطا مما منح القدرة لسلاح الجو الملكي على إغراق ومهاجمة السفن الايطالية المحملة بالمؤن. وبوصول مزيد من المؤن للجيش الثامن تمكن البريطانيون من دفع قوات المحور واجبارها على التراجع خلال معركة العلمين الثانية

### إستسلام المحور
بعد ستة أيام من سقوط تونس وبنزرت بيد الحلفاء، إستسلمت آخر جيوب القتال التابعة للمحور بتسليم أكثر من 230.000 جندي محوري أنفسهم ليصبحوا سجناء حرب بيد قوات الحلفاء، الجنرال لوسيان كينج تراستسكوت، أحد القادة العسكريين لقوات الحلفاء. قد أكد أن عمليات المقاومة العسكرية المحورية في المناطق الخاضعة للسيطرة العسكرية الامركية إنتهت يوم 6 مايو. وأن القوات الألمانية بدأت في الإستسلام باعداد كبيرة. وبذلك انتهت حملة تونس بانتصار القوات الحليفة واستعادة السيطرة على تونس

## معرض صور

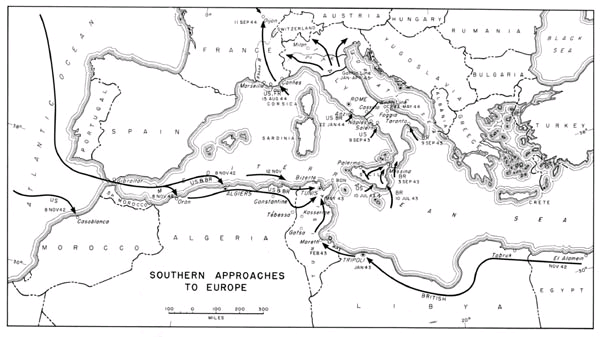
معارك شمال أفريقيا وجنوب أوروبا أثناء الحرب العالمية الثانية
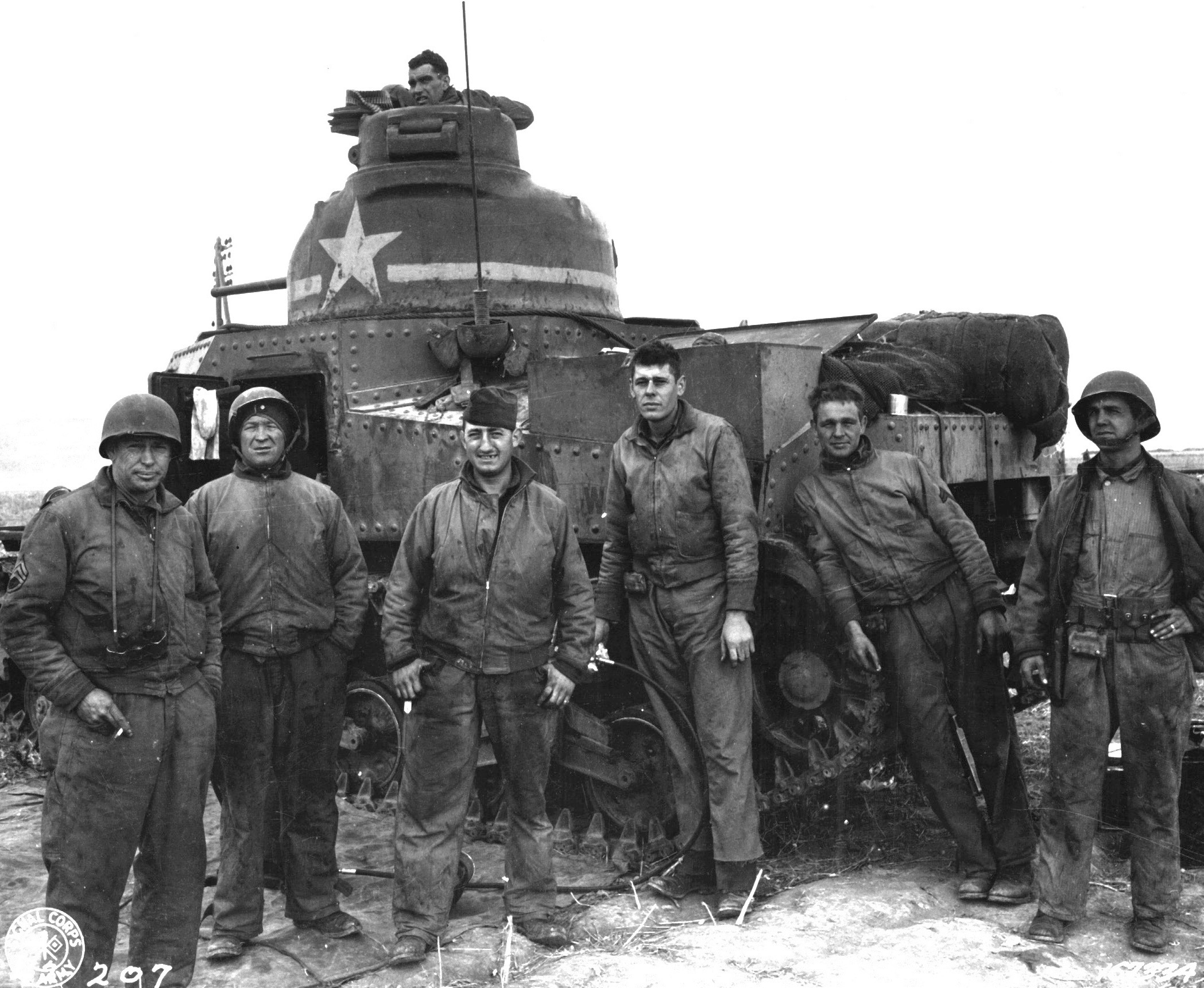
جنود أمريكان قرب سوق الأربعاء (تونس) في 23 نوفمبر 1942
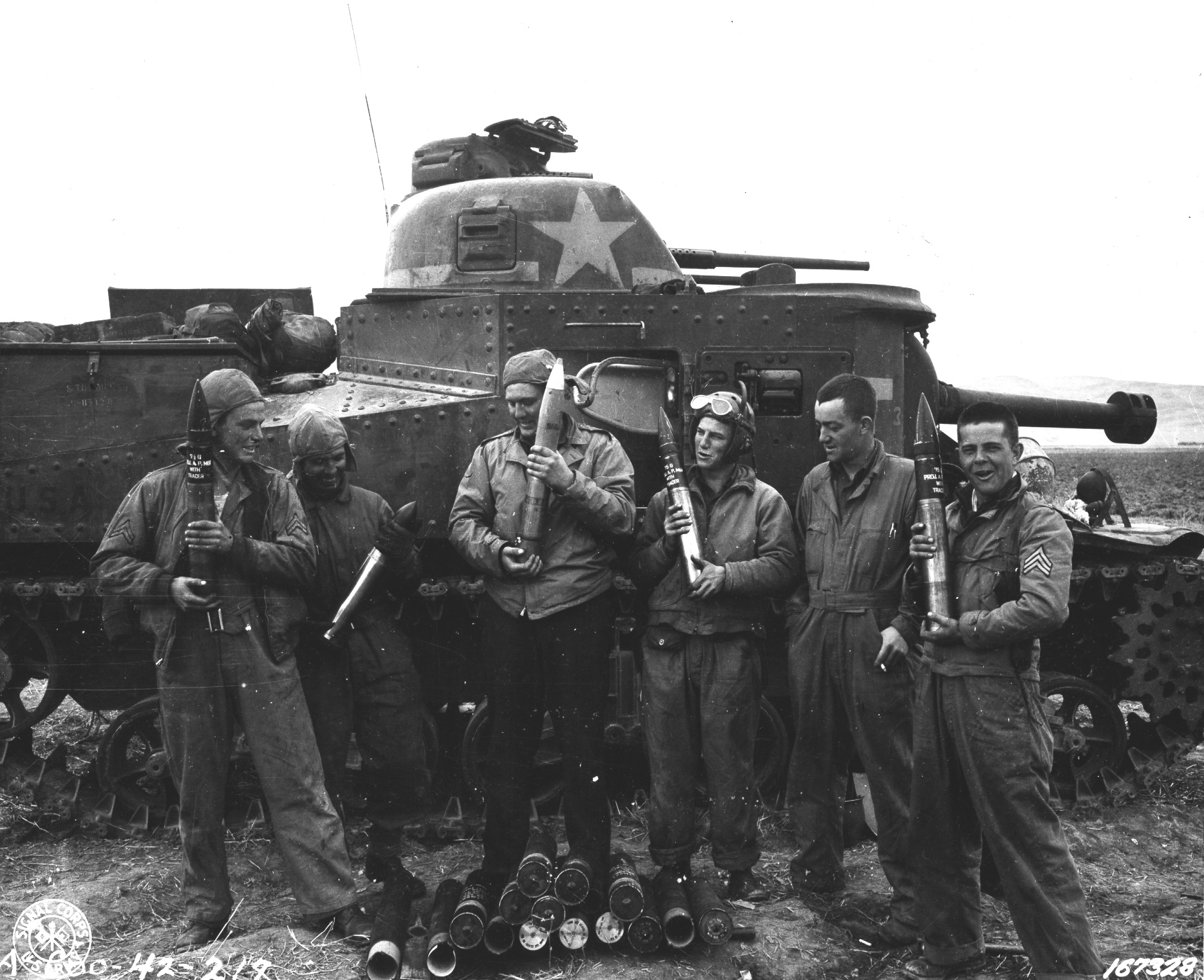
جنود أمريكان قرب سوق الأربعاء (تونس) في 24 نوفمبر 1942
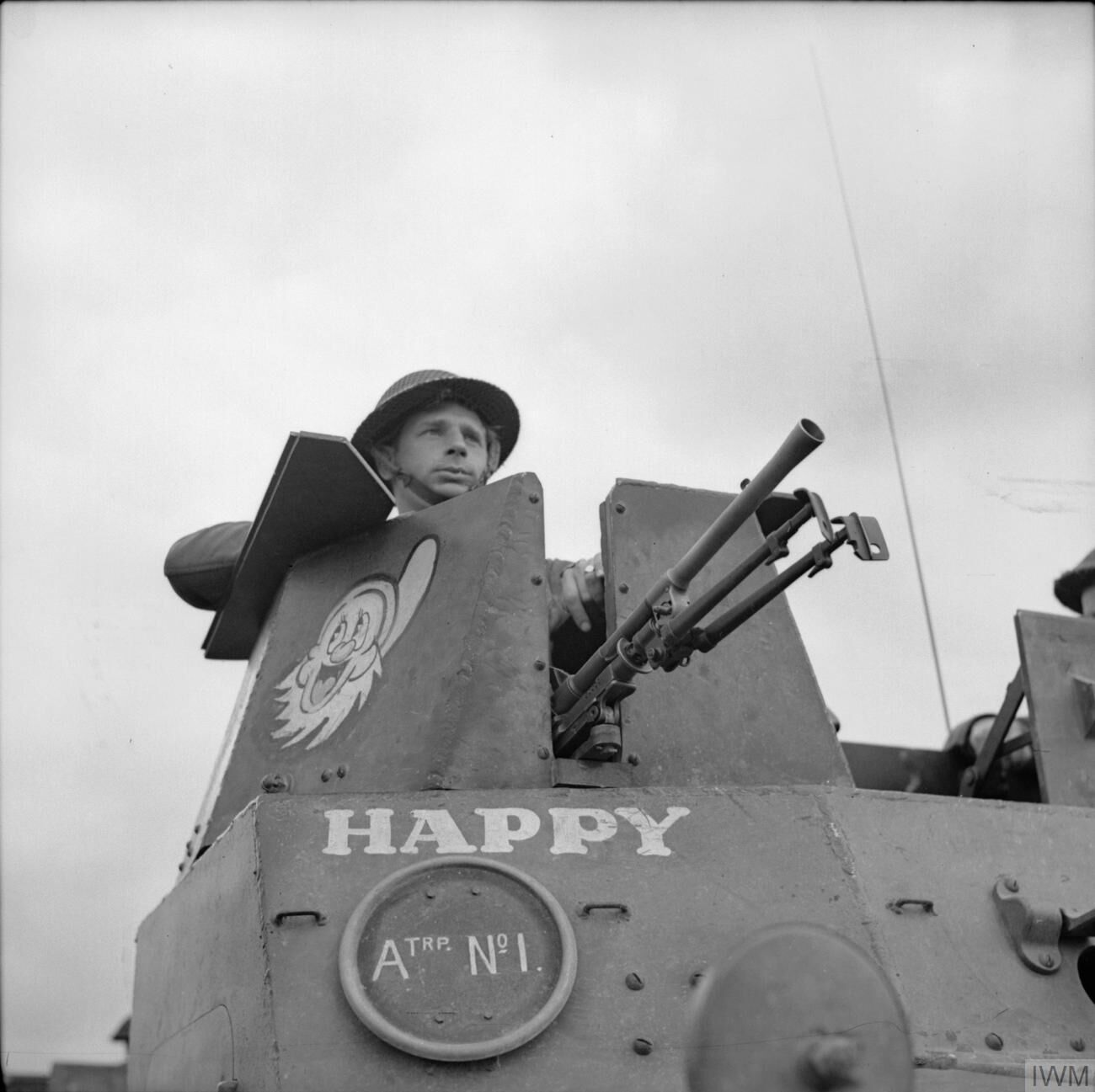
القوات الملكية البريطانية في تونس في 30 مارس 1943
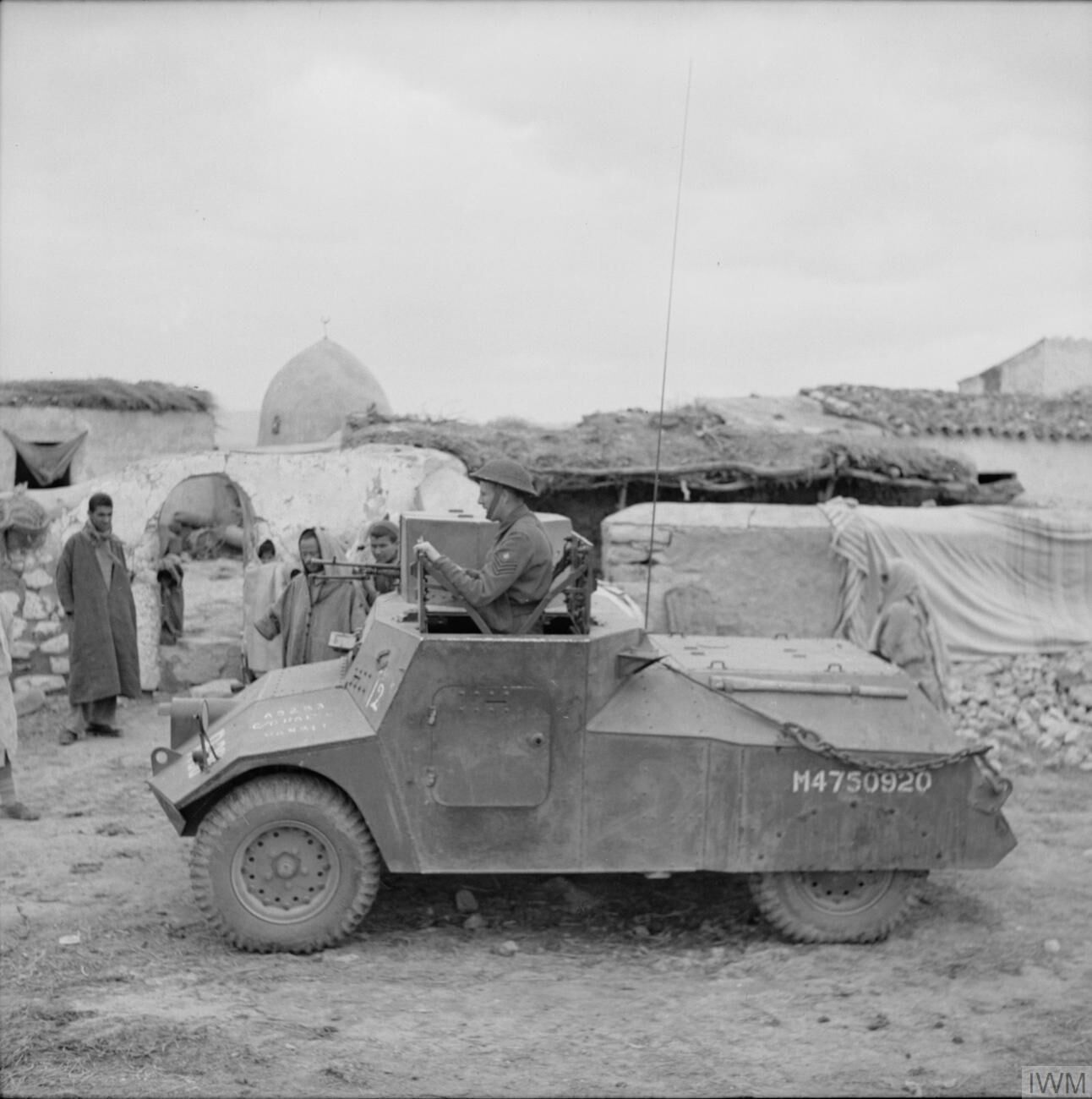
عربة استطلاعية تابعة للقوات الملكية البريطانية في تونس في 30 مارس 1943
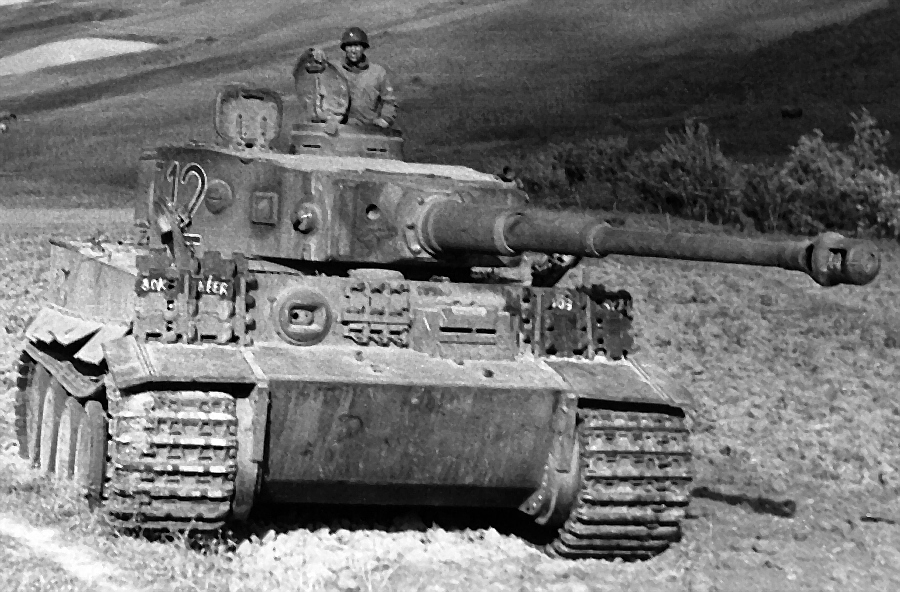
أول دبابة استولت عليها قوات الحلفاء قرب مدينة تونس عام 1943
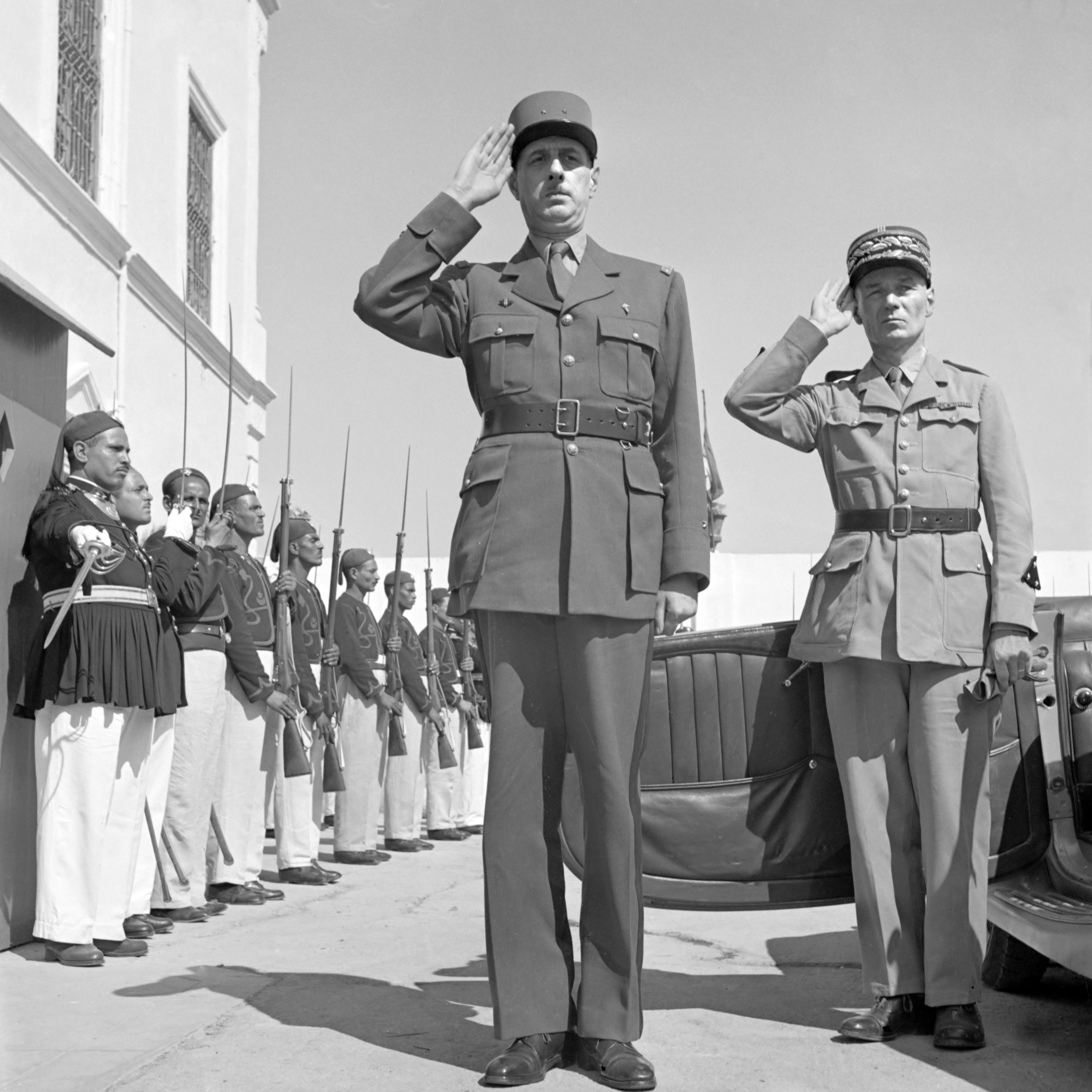
شارل ديغول في قرطاج (تونس) في جوان 1943

## المعارك
- معركة سجنان: فوز الحلفاء
- معركة سيدي بوزيد: فوز المحور
- معركة القصرين: فوز المحور
- معركة مدنين: فوز الحلفاء
- معركة قصر غيلان: فوز الحلفاء
- خط مارث: فوز الحلفاء
- عملية الملاكم: فوز الحلفاء
- معركة القطار: فوز الحلفاء
- عملية العقاب: فوز الحلفاء